# Перарруа
Перарруа (ісп. Perarrúa) — муніципалітет в Іспанії, у складі автономної спільноти Арагон, у провінції Уеска. Населення — 98 осіб (2009).
Муніципалітет розташований на відстані близько 400 км на північний схід від Мадрида, 65 км на схід від Уески.
На території муніципалітету розташовані такі населені пункти: (дані про населення за 2009 рік)
- Бесіанс: 59 осіб
- Перарруа: 53 особи

## Демографія
Динаміка населення (INE ):

## Галерея зображень

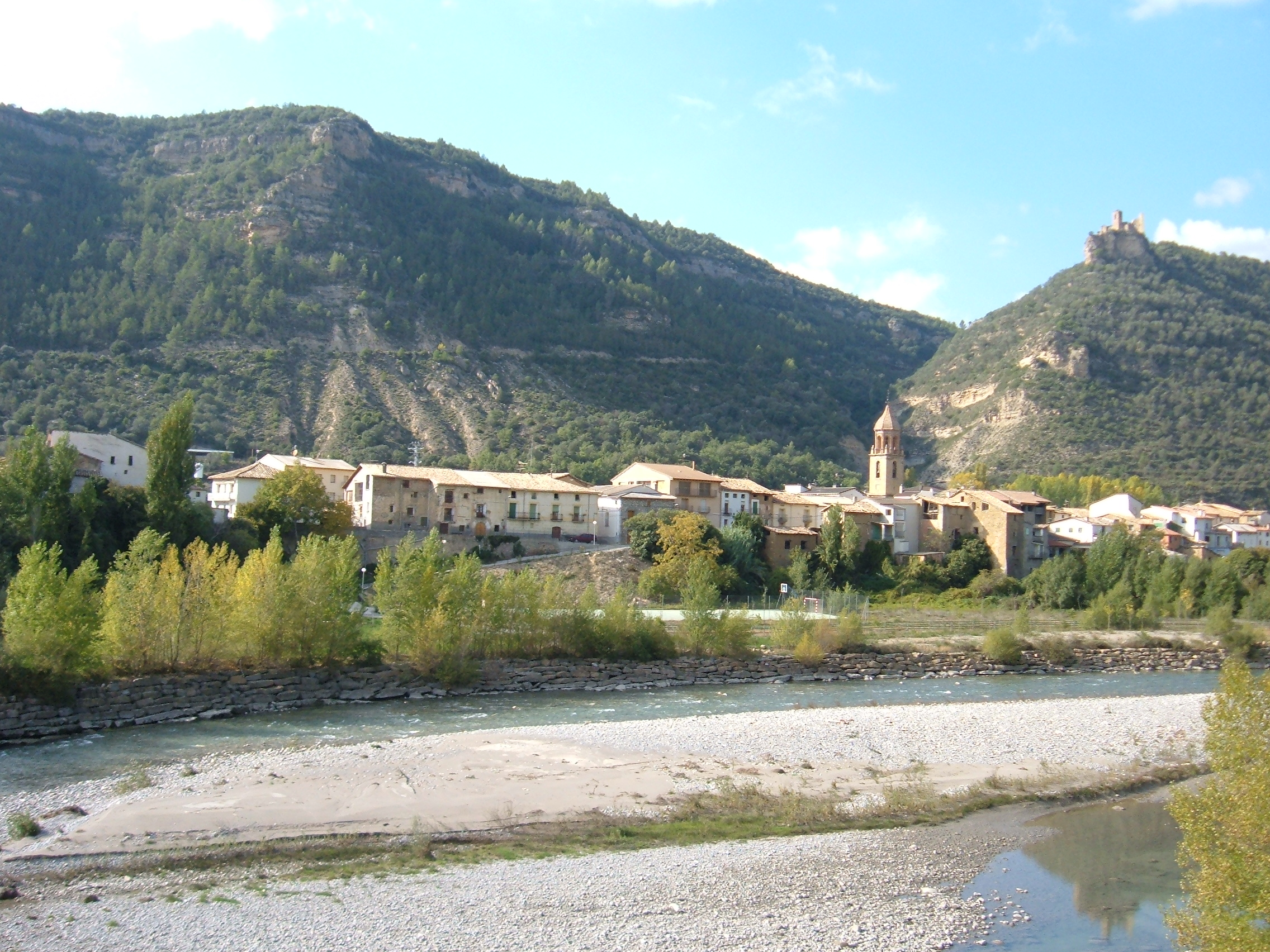
Герб муніципалітету Перарруа
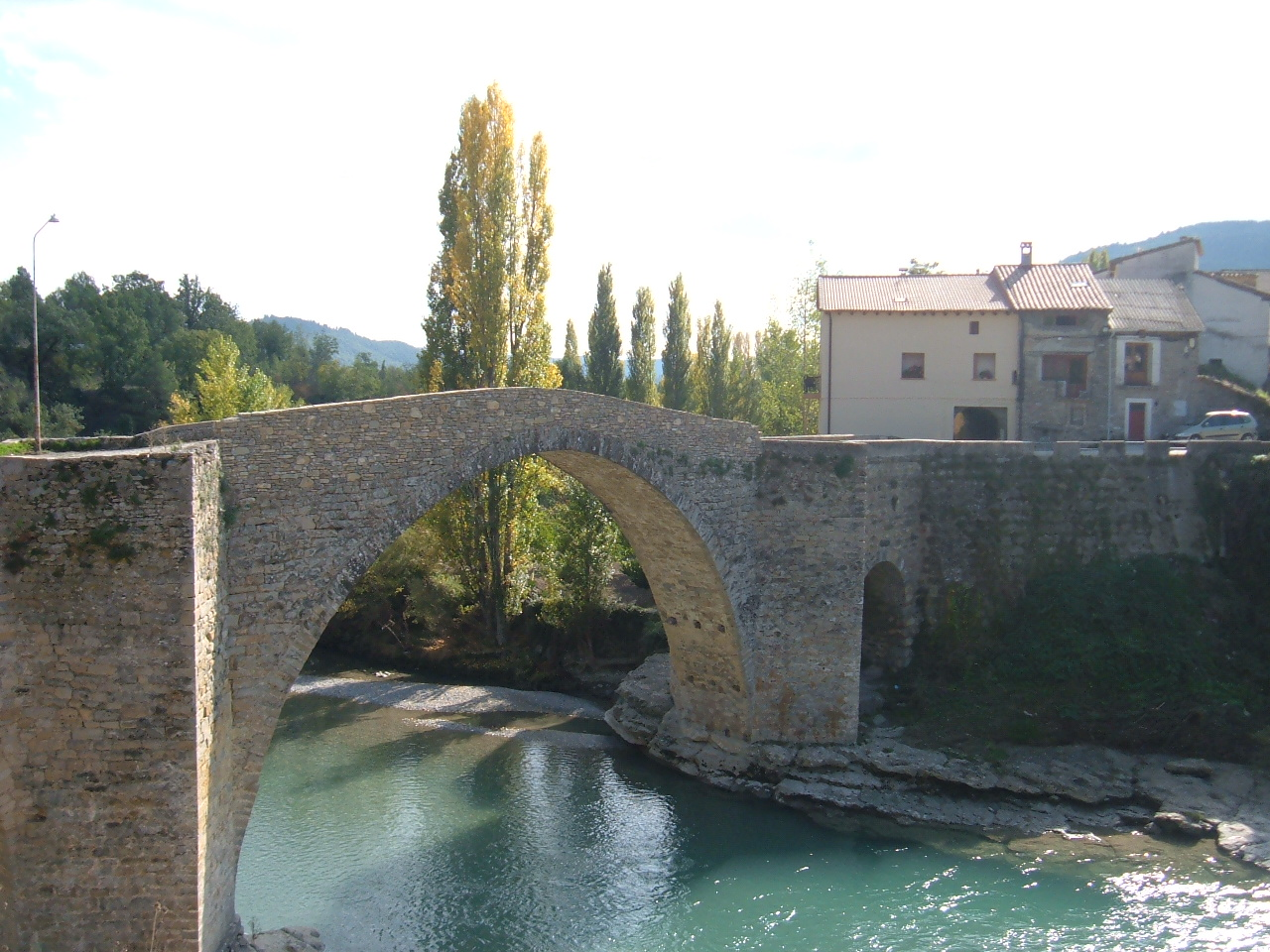
Герб муніципалітету Перарруа